# Atenodor (biskup Bizancjum)
Atenodor – biskup Bizancjum w latach 144–148. 